# 海上女王
海上女王（うなかみじょおう/うなかみ の おおきみ、生没年不詳）は、奈良時代の日本の皇族。志貴皇子皇女。位階は従三位。

## 経歴
天智天皇の孫で、志貴皇子の娘にあたる。元正朝の養老7年（723年）、粟田女王・智努女王らとともに従四位下を授けられる。聖武朝の神亀元年（724年）、天皇の即位にともない、智努女王・藤原長娥子ともに従三位となる。
『万葉集』に聖武天皇が皇太子時代に海上女王に贈った歌が載せられており、
に対し、
と返歌している。この歌の待遇から、天皇の夫人であった可能性が高い。
のちの光仁天皇の即位の際に内親王宣下されていないところからすると、それ以前に没している可能性が高い。

## 官歴
『続日本紀』による。
- 養老7年（723年）正月10日：従四位下
- 神亀元年（724年）2月4日：従三位